# 磯崎健史
磯崎 健史（いそざき たけし）は、日本のシンガーソングライター、作詞家、作曲家、編曲家。神奈川県横浜市出身。SCOOP MUSIC所属。

## 来歴
2001年にポリドール（現・ユニバーサルミュージック）よりシンガーソングライターとしてデビューし、シングル3枚、アルバム、ミニアルバムを1枚ずつ発表する。2004年からは楽曲提供に専念。

## ディスコグラフィ
全作詞・作曲：磯崎健史

### シングル
- DASH（2001年9月21日）
  1. DASH
編曲：中村哲
  2. 少年よ少女を抱け
編曲：CHOKKAKU
  3. サイケデリックWONDERLAND
編曲：ROLLY

- 完璧な恋に堕ちなさい（2002年1月30日）
  1. 完璧な恋に堕ちなさい
編曲：CHOKKAKU
  2. 9月の雨 〜Blue age dream〜
編曲：松本晃彦
  3. 花火
編曲：磯崎健史

- 太陽の照らす街（2002年3月27日）
  1. 太陽の照らす街
編曲：松本晃彦
  2. DASH (Remix)
編曲：sathy-n
  3. 完璧な恋に堕ちなさい (Remix)
編曲：磯崎健史

### アルバム

#### ミニアルバム
- Love Days 〜あの頃ぼくらは恋しかなかった〜（2003年3月26日）
  1. 星屑少女
編曲：磯崎健史・中村哲
  2. Just two of us
編曲：磯崎健史
  3. ストロベリー・ガール
編曲：磯崎健史
  4. ロマンティック
編曲：磯崎健史
  5. 笑って暮らそう
編曲：CHOKKAKU
  6. ブランコ
編曲：磯崎健史

#### オリジナル・アルバム
- ナフタリン少年（2002年4月24日）
  1. SCHOOL BUS (is the high speed bus)
編曲：佐久間正英 
  2. 歩道橋スパークタイム
編曲：CHOKKAKU
  3. 完璧な恋に堕ちなさい
編曲：CHOKKAKU
  4. 人を愛すること
編曲：落合徹也
  5. 潜在能力
編曲：亀田誠治
  6. 花火
編曲：磯崎健史
  7. 少年よ少女を抱け
編曲：CHOKKAKU
  8. DASH
編曲：中村哲
  9. 太陽の照らす街
編曲：松本晃彦
  10. 女の子
編曲：磯崎健史

## 楽曲提供
アテナ&ロビケロッツ
- 「青春! LOVEランチ」（作詞・作曲）

Anna
- 「Venus」（作詞・作曲・編曲）

AKB48
- 「オネストマン」（作曲）

岡本信彦
- 「Master BadMoon」（作曲・編曲）

おぎやはぎ
- 「ケロロダンシング」（作曲・編曲）

小野友樹
- 「もぎたてISLAND」（作曲・編曲）

角田信朗
- 「空へ」（作曲）

仮面ライダーGIRLS
- 「ずっと ずっと」（作曲）

嘉陽愛子
- 「☆HOME MADE STAR☆ 〜嘉陽愛子のテーマ〜」（作曲・編曲）

きただにひろし
- 「魔弾戦記リュウケンドー」（作詞・作曲）

sabohani
- 「お江戸はカーニバル!」（作詞・作曲・編曲）

=LOVE
- 「Oh!Darling」（作曲）

≠ME
- 「桃色デイブレイク」（作曲・編曲）

ジャニーズ事務所関連
- 嵐
  - 「Lai-Lai-Lai」（作曲）

- 関ジャニ∞
  - 「∞レンジャー」（作曲）
  - 「WONDER BOY」（作詞・作曲・編曲・コーラス）
  - 「ワンシャン・ロンピン♬」（作曲）

- Kis-My-Ft2
  - 「Kis-My-Calling」（作曲・編曲）

- KinKi Kids
  - 「hesitated」（作曲）

- B.I.Shadow
  - 「ララリラ」（作詞・作曲）
- Sexy Zone
  - 「スキすぎて」（作曲）

- タッキー&翼
  - タッキー&翼
    - 「タキツバ音頭」（作詞・作曲）

  - 滝沢秀明
    - 「愛の戦士 TAKIレンジャー」（共作詞・共作曲・共編曲）（作詞・作曲は浅利進吾、編曲は佐藤泰将と共作）

- Hey! Say! JUMP
  - 「We are 男の子!」（作詞・作曲）
  - 「Endless Dream」（共作詞・作曲）（作詞は古屋真と共作）
  - 「Viva! 9's SOUL」（浅利進吾と共作曲）

スターダストプロモーション関連
- 私立恵比寿中学
  - 「新・青春そのもの」（作詞・作曲・編曲）
  - 「Lon de Don」（作詞・作曲・編曲）
  - 「Thanks! Merry Christmas K」（共作詞・共作曲）（作詞は辻純更、作曲は上田晃司と共作）

- 私立輝女学園 音楽部
  - 「輝女体操第一」（作詞・作曲・編曲）

- DISH//
  - 「Never stop now!」（作曲）
  - 「I Can Hear」（作詞・作曲・コーラス）
  - 「ラブソングなんて似合わない」（作詞・作曲・編曲）

- ときめき♡宣伝部
  - 「ドンウォーリー!」（作詞・作曲・編曲）

- ももいろクローバーZ
  - 「スターダストセレナーデ」（作曲・編曲）

- いぎなり東北産
  - 「うぢらとおめだづ」（作詞・作曲・編曲）
  - 「アイドルは正義♡」（作詞・作曲・編曲） - 橘花怜ソロ曲

スフィア
- 「ワタシ♪NOTEと#ペンシル」（作曲）

武田梨奈
- 「ハイキックガール」（作詞・作曲・編曲）
- 「HANAFUBUKI」（作曲・編曲）

田村ゆかり
- 「恋するラズベリー」（作曲）
- 「ラブリィ レクチャー」（作曲・共編曲）（編曲は川端良征と共作）
- 「Happy Life」（作詞・作曲）
- 「パピィラヴ」（作曲）

TH・IA
- 「believe in myself」（作詞・作曲・編曲）

ディラン&キャサリン
- 「フンダリーケッタリー」（作曲）

トラフィックライト。
- 「LOVE YOU BABY」（作曲）

中川翔子
- 「Brilliant Dream」（編曲）
- 「through the looking glass」（作曲）
- 「桜色」（作曲）

長澤奈央
- 「幸福論!」（作曲・編曲）

NO PLAN
- 「嫁に来ないか墨田区へ」（共作詞・作曲・編曲）（作詞はNO PLANと共作）
- 「内村さんに捧げるバラード」（編曲・サウンドプロデュース）

パク・ヨンハ
- 「誰よりも」（作詞・作曲・編曲）

はるな愛
- 「艶桜フジヤマ・ナデシコ」（作曲）

藤崎マーケット
- 「天下無敵のエクササイズ」（作曲）

風男塾
- 「雨ときどき晴れのち虹」（作曲）

BOYSTYLE
- 「Tomorrow 〜風の道標〜」（作曲）

MASOCHISTIC ONO BAND
・「Sweeeet!!」（作曲・編曲）
MAD CATZ
- 「Girls be Ambitious!」（作詞・作曲・編曲）
- 「Sweet day's Light」（作詞・作曲・編曲）

LiSA
- 「Kiss me PARADOX」（作曲・編曲）
- 「I'm a Rock star」（作曲）
- 「WiLD CANDY」（作曲）
- 「逆光オーケストラ」（作曲）

YGA
- 「情熱ヒロイン」（作曲）

### アニメソング
アイドルマスターシリーズ
- アイドルマスター SideM
  - 「DRAMATIC NONFICTION」（作曲）
  - 「MISSION is ピースフル!」（作曲・編曲）

あんさんぶるスターズ!
- 「you’re Speculation」（作曲・編曲）

Aチャンネル
- 「恋一夜夢一夜」（作詞・作曲・編曲）

温泉むすめ
- 「青春サイダー」（作曲）

家庭教師ヒットマンREBORN!
- 「極限ファイター」（作曲・編曲）

ケロロ軍曹
- 「勝手に侵略者」（作詞・作曲・編曲）
- 「天下無敵のエクササイズ」（作曲）

健全ロボ ダイミダラー
- 「「将馬クン大好き!」「霧子ちゃん愛してる!」CHU☆」（作曲・編曲）

さばげぶっ!
- 「マジカル・カモフラージュ!」（作曲・編曲）

TIGER & BUNNY
- 「青春Honesty」（作曲・編曲）
- 「見切れヒーローイズム」（作曲・編曲）
- 「チャチャチャdeワッショイ」（作曲・編曲）
- 「硬く気高き誇りと共に ～ロックバイソンのテーマ～」（作曲・編曲）
- 「レッツゴー乙女道♡」（作曲・編曲）

ニニンがシノブ伝
- 「シノブ参上!」（作曲）

ハヤテのごとく!
- 「Invitation 〜君といる場所で〜」（作曲）

響け!ユーフォニアム
- 「流線コントラスト」（作曲）

Free!
- 「Sunshine Season」（作曲・編曲）
- 「Coming Soooon!!」（作曲・編曲）

ゾンビランドサガ・リベンジ
- 「イカの魂無駄にはしない〜小島食品工場株式会社社歌〜」（作詞・作曲・編曲）